# Richmond (Missouri)
Richmond – miasto w Stanach Zjednoczonych, w stanie Missouri, siedziba administracyjna hrabstwa Ray.